# Пеллегрино, Микеле
Микеле Пеллегрино (итал. Michele Pellegrino; 25 апреля 1903, Ченталло, королевство Италия — 10 октября 1986, Турин, Италия) — итальянский кардинал. Архиепископ Турина с 18 сентября 1965 по 1 августа 1977. Кардинал-священник с 26 июня 1967, с титулярной диаконией pro illa vice Сантиссимо-Номе-ди-Джезу с 29 июня 1967.
Окончил Туринский папский теологический факультет в 1931 году.